# Santa Mónica (Maldonado)
Santa Mónica es una localidad balnearia, en el municipio de San Carlos, departamento de Maldonado, Uruguay. 

## Ubicación
La localidad se encuentra situada en la zona sureste del departamento de Maldonado, sobre las costas del océano Atlántico, junto a la laguna José Ignacio, y junto a la ruta 10.

## Población
Según el censo de 2011, la localidad cuenta con una población permanente de 111 habitantes, la cual se ve incrementada en los meses de verano, debido al turismo.
| 10            | 62 | 111 |
| (Fuente: INE) |    |     |